# Raianovți, Sofia
Raianovți (în bulgară Раяновци) este un sat în comuna Dragoman, regiunea Sofia,  Bulgaria. 

## Demografie
Componența etnică a satului Raianovți
     Bulgari (52,5%)
     Nicio identificare (47,5%)
     Altele (0%)
La recensământul din 2011, populația satului Raianovți era de 40 locuitori. Din punct de vedere etnic, majoritatea locuitorilor (52,5%) erau bulgari. Pentru 47,5% din locuitori nu este cunoscută apartenența etnică.